# Dieudonné Smets
Dieudonné Smets (Heure-le-Romain, 17 agosto 1901 – Oupeye, 29 novembre 1981) è stato un ciclista su strada belga, professionista dal 1927 al 1937.

## Carriera
Corridore adatto alle corse di un giorno, riuscì in carriera ad imporsi in 1 Liegi-Bastogne-Liegi ed un campionato nazionale per indipendenti.

## Palmarès

### Strada
- 1926 (due vittorie)

Liegi-Bastogne-Liegi
Campionati belgi di ciclismo su strada indipendenti

## Piazzamenti

### Classiche monumento
- Giro delle Fiandre

1927: 40º
- Parigi-Roubaix

1927: 66º
- Liegi-Bastogne-Liegi

1926: vincitore